# NGC 3798
NGC 3798 је спирална галаксија у сазвежђу Лав која се налази на NGC листи објеката дубоког неба.
Деклинација објекта је + 24° 41' 49" а ректасцензија 11h 40m 13,9s. Привидна величина (магнитуда) објекта NGC 3798 износи 12,6 а фотографска магнитуда 13,6. NGC 3798 је још познат и под ознакама UGC 6632, MCG 4-28-18, CGCG 127-22, IRAS 11376+2458, PGC 36199.